# 伊達忠宗
伊達 忠宗（だて ただむね）は、江戸時代前期の大名。陸奥国仙台藩2代藩主。伊達氏18代当主。官位は従四位下・左近衛権少将、陸奥守。仙台藩の地位と基盤固めに務めて大いに功績を残したため「守成の名君」と評された。

## 生涯
伊達政宗の次男（嫡男）として大坂城下で誕生した。母は田村清顕の娘・愛姫。伊予国宇和島藩初代藩主・伊達秀宗は異母兄。
慶長12年（1607年）、この年誕生した大御所・徳川家康の五女・市姫との婚約が成立したが、市姫は3年後に夭逝したため、代わりに池田輝政の娘・振姫（家康の孫娘）が2代将軍・徳川秀忠の養女として嫁いだ。慶長16年（1611年）、秀忠から松平の名字を与えられる。庶長子であった兄の秀宗は、慶長19年（1614年）の大坂冬の陣に父・政宗と共に参陣し、戦後に家康から伊予宇和島10万石を与えられて別家を興したため、忠宗が伊達宗家の後継者と定められた。
元和7年（1621年）、砲術を学びたいということで毛利高政のもとに入門して奥義を授けられ、15間（約27メートル）の距離で下げ針を撃ち落とすほどの鉄砲の名手となった。
寛永七年(1630)八月、江戸で嫡男・虎千代が死去。仙台城にいた忠宗は、虎千代の遺骸を迎えて手厚く葬った。 「治家記録」に「嗣君より杉浦某へ殉死につき御書下さる」とあり、軽輩杉浦某が殉死し た心情に触れることができる。葬礼当日の朝に寺の庭上で殉死したのである。 杉浦某は虎千代の歩行士であったが「御幼稚なれば定めて一人も御供する者なか らん、既に七才に成りたまうに(途中略)、我は外様卑列の者なりと云えども申し請うて 必ず御供すべし」と云って殉死を願い出て許しを得たのである。 父忠宗はその心意気に感激した。その後、子孫に二百石を賜ったという。
寛永13年（1636年）5月、父・政宗の死去に伴い家督を相続する。忠宗は同年8月に藩主としての初入部を果たすと、ただちに藩政の執行体制を決定した。まず、他藩の家老にあたる奉行職6人のうち石母田宗頼・中島意成・茂庭良綱・奥山常良の4人は留任させ、津田景康・遠藤玄信に代えて津田頼康（景康の子）・古内重広を新たに加えた。さらに、それまで単任制で奉行を指導・監督する立場にあった評定役を複数人制に改めて奉行の補助機関へと役職内容を変更し、津田景康・遠藤玄信・片倉重綱・古内義重・鴇田周如の5名を任命した（評定役は後には裁判を行う評定所の責任者の役職名となる）。このほか、監察を担当する目付役7名を任命し、翌年には家中における私成敗を禁止するなどの条項を含む法度を制定して、藩内の統制を強化した。
財政面では、寛永17年（1640年）から同20年（1643年）にかけて寛永総検地を実施する。それまで仙台藩では1反＝360歩で計算していたものを全国標準の1反＝300歩に合わせ（二割出目）、貫高制の換算基準を1貫＝10石で固定して事実上石高制と同様にし、さらに検地の結果を受けて家臣団の知行地の大規模な再編を行った。また、領内の余剰米を藩が買い上げ江戸に運んで売りさばく買米制を実施する。忠宗の代における買米制は非強制かつ代金先払いであったため、農民にとっても有益であり、買米代金は「御恵金」と呼ばれ、さらなる新田開発を促す原動力となった。
寛永16年（1639年）には政庁として使用するため仙台城に二の丸を造営したほか、寺社建築も幅広く行い、寛永14年（1637年）に政宗を祀るため瑞鳳殿・瑞鳳寺を建立、寛永17年に白山神社の社殿を建てた。寛永20年に満福寺を創建、慶安2年（1649年）に火災で焼失した孝勝寺を再建、翌慶安3年（1650年）には愛宕神社を建立、承応3年（1654年）には東照宮を6年かけて勧請・遷宮した（仙台東照宮）。承応4年（1655年）に仙台東照宮の祭礼で行われた仙台祭は現在の仙台・青葉まつりの元になった。
万治元年（1658年）7月12日死去、享年60。古内重広らが殉死した。嫡男・光宗が正保2年（1645年）に早世していたため、家督は六男の綱宗が相続した。三男の田村宗良は母・愛姫の遺言で田村家を再興、4代藩主・綱村の代に岩沼藩を分知され大名となった。

## 官職および位階等の履歴
※日付＝旧暦
- 慶長16年（1611年）12月13日、元服し、将軍・徳川秀忠より偏諱を賜り忠宗と名のる。正五位下美作守に叙任。
- 元和2年（1616年）10月2日、従四位下に昇叙し、侍従兼任。
- 寛永元年（1624年）6月23日、越前守に転任。侍従如元。
- 寛永3年（1626年）8月19日、左近衛権少将に転任。越前守如元。
- 寛永13年（1636年）7月、陸奥仙台藩主となる。
- 寛永16年（1639年）4月14日、陸奥守を兼任。越前守任替。

## 系譜
- 父：伊達政宗（1567年 - 1636年）
- 母：愛姫（1568年 - 1653年） - 田村清顕の娘
- 正室：孝勝院（1607年 - 1659年） - 振姫、徳川家康・秀忠の養女、池田輝政の次女
  - 長女：鍋姫（1623年 - 1680年） - 徳川秀忠の養女、柳河藩主立花忠茂継室
  - 長男：虎千代丸（1624年 - 1630年） - 早世
  - 次男：伊達光宗（1627年 - 1645年） - 世子となるが父に先立ち夭折
- 側室：ふさ - 祥雲院、三田村又右衛門の娘
  - 三男：田村宗良（1637年 - 1678年） - はじめ鈴木重信養子、のち田村氏を再興し岩沼藩初代藩主（子孫は一関藩へ）
  - 七男：伊達宗規（1644年 - 1685年） - 岩谷堂伊達国隆の養子、岩谷堂伊達家3代当主
- 側室：瑞昌院 - 長田忠重の娘
  - 四男：伊達五郎吉（1638年 - 1644年） - 白石宗貞の養子、登米伊達家3代当主
  - 五男：伊達宗倫（1640年 - 1670年） - 五郎吉養子、登米伊達家4代当主
- 側室：貝姫（1624年? - 1642年） - 得生院
  - 六男：伊達綱宗（1640年 - 1711年） - 振姫養子、3代藩主
- 側室：小笹（慶雲院） - 山戸勝重の娘
  - 八男：伊達宗房（1646年 - 1686年） - 田手高実の養子。宮床伊達家初代当主、5代藩主伊達吉村の父
  - 九男：飯坂宗章（1648年 - 1663年） - 飯坂定長の養子
- 婚約者：市姫（1607年 - 1610年） - 清雲院/一照院、徳川家康の五女

## 登場作品
- 独眼竜政宗（1987年、NHK大河ドラマ、演 : 野村宏伸）